# 소피 데라스페
소피 데라스페(Sophie Deraspe, 1973년 10월 27일 ~ )는 캐나다의 영화 감독, 촬영감독, 영화 프로듀서이다. 뉴 퀘벡 시네마를 주도하는 인물 중 한 명으로 평가되고 있다. 2019년 영화 《안티고네》를 통해 토론토 영화제 캐나다 작품상, 캐나다 스크린 어워드 작품상을 수상했다.

## 출연 작품
- 더 세븐 라스트 워즈 (2019)
- 안티고네 (2019)
- 아미나 프로필 (2015)
- 더 울브스 (2014)
- 바이탈 사인 (2009)
- 빅토르 펠레린을 찾아서 (2006)